# 法巴 (塔恩-加龙省)
法巴（法語：Fabas）是法国南部-比利牛斯大区 塔恩-加龙省的一个市镇，属于蒙托邦区 格里索莱县。该市镇2009年时的人口 为621人。

## 人口
法巴人口变化图示
| 数据来源：INSEE |

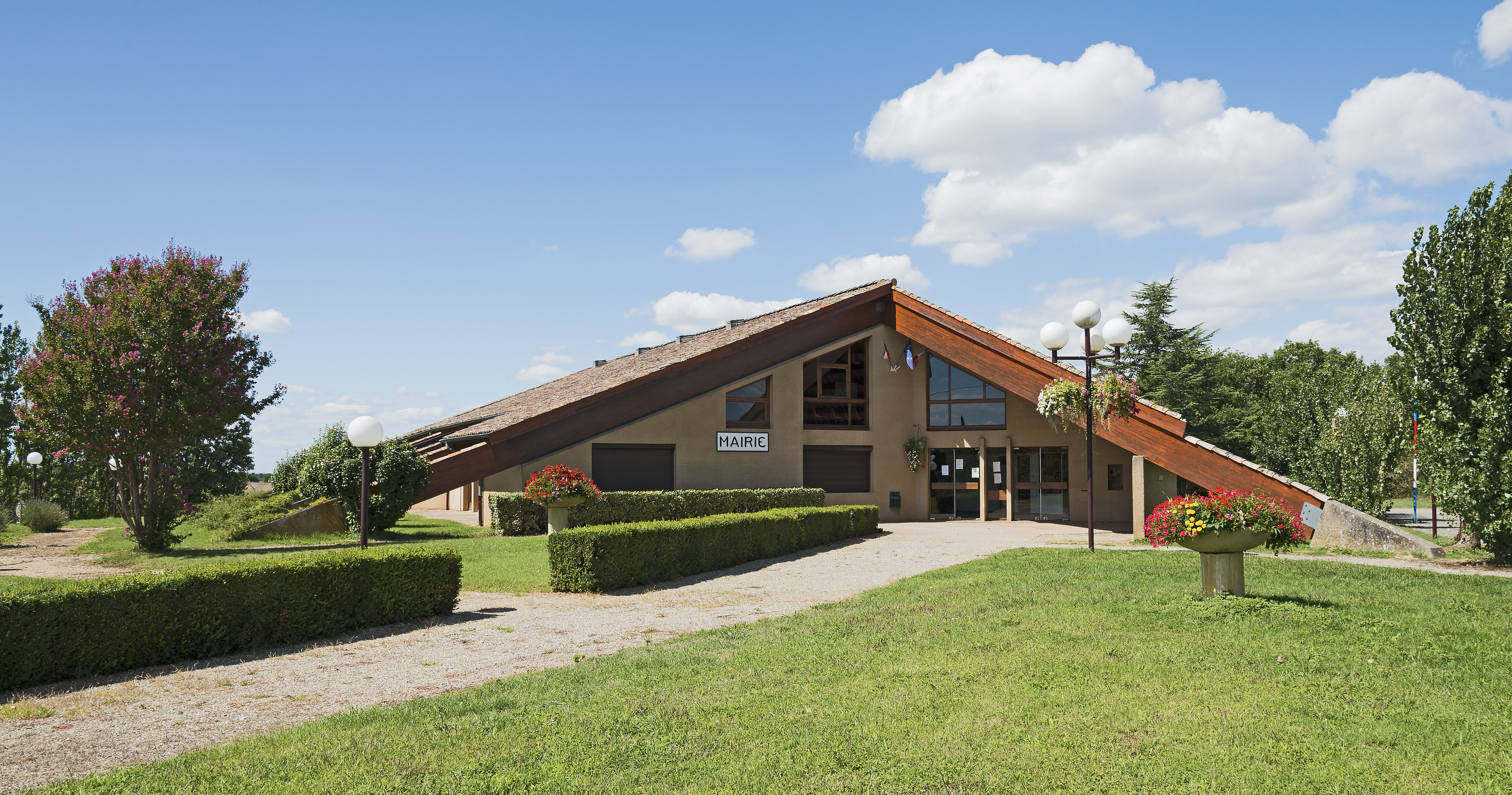
市政厅。